# Nieuwerkerke (Zélande)
Nieuwerkerke est un hameau appartenant à la commune néerlandaise de Schouwen-Duiveland, situé dans la province de la Zélande.
Noordgouwe était une commune indépendante jusqu'au 1er janvier 1813. À cette date, la commune a été rattachée à Kerkwerve.